# Dysoxylum hongkongense
Dysoxylum hongkongense är en tvåhjärtbladig växtart som först beskrevs av William James Tutcher, och fick sitt nu gällande namn av Merrill. Dysoxylum hongkongense ingår i släktet Dysoxylum och familjen Meliaceae. Inga underarter finns listade i Catalogue of Life.